# Lux Æterna (película)
Lux Æterna es una película dramática francesa dirigida por Gaspar Noé. Tuvo el estreno en el Festival de Cannes de 2019 y se proyectó fuera de competición. Es un drama de metaficción centrado en la actriz Charlotte Gainsbourg y Béatrice Dalle, que se interpretan a sí mismas rodando una película sobre brujas.

## Argumento[1]
Charlotte Gainsbourg acepta interpretar a una bruja lanzada a la hoguera en la primera película dirigida por Beatrice Dalle. Pero la anárquica organización, los problemas técnicos y los brotes psicóticos sumergen gradualmente el rodaje en un caos de pura luz... Lux Æterna es un ensayo sobre el cine, sobre el amor por el cine y la histeria en un set de rodaje.

## Reparto
- Charlotte Gainsbourg como Charlotte
- Béatrice Dalle como Béatrice
- Abbey Lee como Abbey
- Clara 3000 como Clara
- Claude-Emannuelle Gajan-Maull como Claude-Emannuelle
- Félix Maritaud como Félix
- Fred Cambier como Fred
- Karl Glusman como Karl
- Lola Pillu Perier como Lola
- Loup Brankovic como Loup
- Luka Isaac como Luka
- Maxime Ruiz como Maxime
- Mica Argañaraz como mica
- Paul Hameline como Paul
- Stefania Cristian como Stefania
- Tom Kan como Tom
- Yannick Bono como Yannick

## Producción
"El último febrero Anthony me propuso apoyarme si tenía una idea para un cortometraje. No tenía ninguna idea. Dos semanas más tardes, en cinco días, con Béatrice y Charlotte improvisamos esta reflexión sobre las regencias el arte de filmar. Ahora el bebé de 51 minutos está listo para gritar.... Gracias Dios, el cine es luz a 24 fotogramas por segundo."
- Gaspar Noé en Lux Æterna en el Festival de Cannes de 2019

## Estreno
La película tuvo su premiere mundial en el Festival de Cannes el 18 de mayo de 2019. Durante la proyección de la película había un equipo de médicos esperando fuera por si algún espectador se encontraba mal. Estaba planeada una proyección de la película en el Festival de Cine de Tribeca en abril de 2020; sin embargo, el festival fue cancelado por la pandemia del COVID-19. 
Se estrenó en Francia el 23 de septiembre de 2020 por UFO Distribution y Potemkine Filmes.
En España, la película fue estrenada por Filmin el 24 de noviembre de 2020, haciendo una recaudación de 19.550,08 € habiéndola visto 3.180 espectadores. El 22 de enero de 2021 llegaría a la plataforma Filmin.

## Recepción
El agregador de críticas Rotten Tomatoes calculó un 50% de valoraciones positivas de 16 críticas y una nota media de 5.7 sobre 10.
La crítica estuvo bastante dividida, pero en España fueron varios los críticos que la elevaron como una de las mejores películas de Gaspar Noé. Por ejemplo, el periodista Javier Ocaña, de El País comentaba: "Noé incluso ha quebrado por dos el metraje, aprisionado en unos escuetos pero reveladores 50 minutos, que se ven con estupefacción por su libertad narrativa, y con el regocijo para los sentidos de su parte final".
Por otro lado, la crítica internacional también fue positiva en muchos casos. Eric Kohn de IndieWire asegura que "es una denuncia inteligente sobre la industria comercial al tiempo que una irónica comedia sobre la naturaleza colaborativa del cine".